# Джоузи Уелс извън закона
„Джоузи Уелс извън закона“ (на английски: The Outlaw Josey Wales) е уестърн на режисьора Клинт Истууд, който излиза на екран през 1976 година. 

## Сюжет
Внимание:  Текстът по-долу разкрива сюжета на произведението (или части от него)!
Джоузи Уелс е фермер от Мисури, той е подтикнат да отмъсти за убийството на жена му и малкия му син от банда Червенокраки (червените ботуши на войниците от Севера) бойци от Канзаската бригада на сенатор Джеймс Х. Лейн, водени от бруталния капитан Терил.
След като скърби и погребва жена си и сина си, Уелс се упражнява да стреля с пистолет, преди да се присъедини към група проконфедеративни бушхакери от Мисури, водени от Уилям Т. Андерсън. Участва в нападения срещу симпатизанти на Съюза и армейски части. В края на войната приятелят и началник на Джоузи, капитан Флетчър, убеждава партизаните да се предадат, след като са им обещани от сенатор Лейн, че ще бъдат амнистирани, ако предадат оръжията си. Уелс отказва да се предаде и в резултат на това той и младия партизанин Джейми са единствените оцелели, когато Червенокраките на Терил избиват предалите се мъже, след като те си предават оръжията. Уелс се намесва и убива много от Червенокраките с пистолет Gatling, преди да избяга с Джейми. Оказва се, че в престрелката Джейми е смъртоносно ранен. Той помага на Джоузи да убие двама преследващи го ловци на глави.
Сенатор Лейн принуждава Флетчър да помогне на Терил да намери приятеля си и налага награда от 5000 долара за главата му, привличайки вниманието на войниците на Съюза и ловците на глави, които започват да го преследват. По пътя си Джоузи Уелс постепенно натрупва разнообразна група спътници. Те включват стар мъж от чероки на име Лон Уоти; Литъл Мунлайт, млада жена от навахо; Сара Търнър, възрастна жена от Канзас; и нейната внучка Лора Ли, която Уелс и Литъл Мунлайт спасяват от група мародери Команчерос. Джоузи и Лора по-късно спят заедно, както самотният Уати и Малката лунна светлина. В град Санто Рио двама мъже, Травис и Чато, които са работили за починалия син на Сара Търнър, се присъединяват към групата.
Джоузи Уелс и неговите спътници намират изоставеното ранчо, което някога е било собственост на Том синът на Сара Търнър, и се заселват там. Скоро след това Травис и Чато са заловени от страховития вожд Десет мечки на племето команчи. Уелс язди до лагера на Десетте мечки, преговаря с него и сключва мир, като с Десетте мечки полагат кръвна клетва да живеят в мир. Уелс спасява Травис и Чато и ги връща обратно в ранчото.
Междувременно ловец на глави, чийто партньор е бил застрелян от Джоузи Уелс в Санто Рио, води капитан Терил и хората му до града. На следващата сутрин Червенокраките предприемат изненадваща атака срещу ранчото. Придружителите на Уелс откриват огън от укрепената къща в ранчото, убивайки всички хора на Терил. Ранен Уелс, въпреки че му липсват боеприпаси, преследва бягащия Терил обратно към Санта Рио. Когато го притиска в ъгъла, Уелс стреля в лицето на Терил с четирите си пистолета, които са с празни камери, преди да ги прибере в кобура. Терил вади кавалерийската си сабя, Уелс хваща ръката му и след кратка борба прокарва острието в гърдите на Терил, най-накрая отмъщава за семейството му.
Когато се връща в салона на Санта Рио, Уелс влиза и открива, че местните жители разказват на Флетчър, заедно с двама тексаски рейнджъри, как разбойник на име Джоузи Уелс наскоро е бил убит в Монтерей от петима стрелци. Рейнджърите приемат и записват историята, заедно с подписана клетвена декларация и продължават напред. Флетчър не казва нищо за Уелс и се преструва, че не го разпознава. След като рейнджърите отпътуват, Флетчър казва, че ще отиде в Мексико, за да търси Джоузи Уелс и да се опита да му каже, че войната е свършила. Уелс казва: „Мисля, че да. Предполагам, че всички сме умрели малко в тази проклета война“ и потегля към ранчото си.
 Внимание:  Текстът по-долу разкрива сюжета на произведението (или части от него)!

## В ролите
| Актьор          | Роля             |
| --------------- | ---------------- |
| Клинт Истууд    | Джоузи Уелс      |
| Шеф Дан Джордж  | Уон Уати         |
| Сондра Лок      | Лора Ли          |
| Бил Маккини     | капитан Терил    |
| Джон Върнън     | Флетчър          |
| Пола Труман     | баба Сара Търнър |
| Сам Ботъмс      | Джейми           |
| Джералдин Киймс | Литъл Мунлайт    |
| Удроу Парфри    | Пърси Лонг       |
| Джойс Джеймсън  | Роуз             |
| Джойс Джеймсън  | Роуз             |